# 興譲館高等学校
興譲館高等学校（こうじょうかんこうとうがっこう）は、岡山県井原市西江原町にある私立高等学校である。

## 教育の特色と近年の歴史的概要
江戸時代の終わりに、地元井原の役人や人々の要請によって、興譲館が設立された。初代館長には、地元の漢学者阪谷朗廬が招かれ、その名を慕い生徒が全国から集まった。なお、現在の校地に、阪谷朗廬と渋沢栄一が、酒を酌み交わしながら鎖国開国談義した建物が当時のまま残されている。地域の教育機関として発展し、明治期末に、旧制中学の興譲館中学となる。第二次世界大戦後は、新制高校となり、地域と時代の要請に応じ、学科等の変遷を重ねてきている。2014年（平成26年）度に、広域通信制課程を設置し、福山キャンパス、さらに岡山キャンパスを開校。2024年（令和6年）に、東京キャンパスを開校。 郷校興譲館からの儒学的教育理念を持ち、現在に続く。生徒一人ひとりの人間的成長を促し、希望する進路に対する細かな教育を行うことを、基本的な教育方針とする。また、スポーツも盛んであり、各種目で全国大会級の実績を重ねている。 通信課程でも、同様の教育理念の下、本校教員による丁寧な教育指導を行い、日本各地にキャンパスを設置している。
1853年（嘉永6年）、後月郡西江原村に創立。旧制中学を経て、新制高校に移行し、現在に続く。
2004年（平成16年）度から「普通科スーパー進学コース」を設置。2006年（平成18年）度、普通科のみのコース制に移行するなどの「興譲館革命」と称した学科再編を実施。2013年（平成25年）度 、創立160周年記念式典挙行。2014年（平成26年）3月、広島県福山市に通信課程のためのキャンパスを設置。4月、阪谷綾子第8代理事長就任。2015年（平成27年）度、トータル進学コース設置。2016年（平成28年）度、沖久教人校長就任。2018年（平成18年）1月、沖久教人校長辞任。4月、石下景教校長就任。2020年（令和2年）度、岡山キャンパス開校。2022年（令和4年）度、江藤茂博第9代理事長就任、岡田公彦第13代校長就任。2023年（令和5年）4月、総合進学コース、キャリアデザインコース、スポーツコースに改編。10月、創立170周年記念式典挙行。12月、河南大学付属高級中学（中国・河南省）と教育協定。2024年（令和6年）3月、美中学（中国・広州市）と教育協定。4月、江藤茂博第14代校長就任。9月、東京キャンパスを墨田区と豊島区に設置。

### 学科
- 普通科
  - 総合進学コース
  - キャリアデザインコース
  - スポーツコース

### クラブ活動
- 男子陸上部
  - 全国高校駅伝に1977年まで11回出場している。
- 女子陸上部
  - 全国高校駅伝優勝2回（2005年、2010年）、2位3回（2006年、2011年、2013年）。
- 硬式野球部
  - 2008年春（第80回）出場。

## 歴史

### 年表

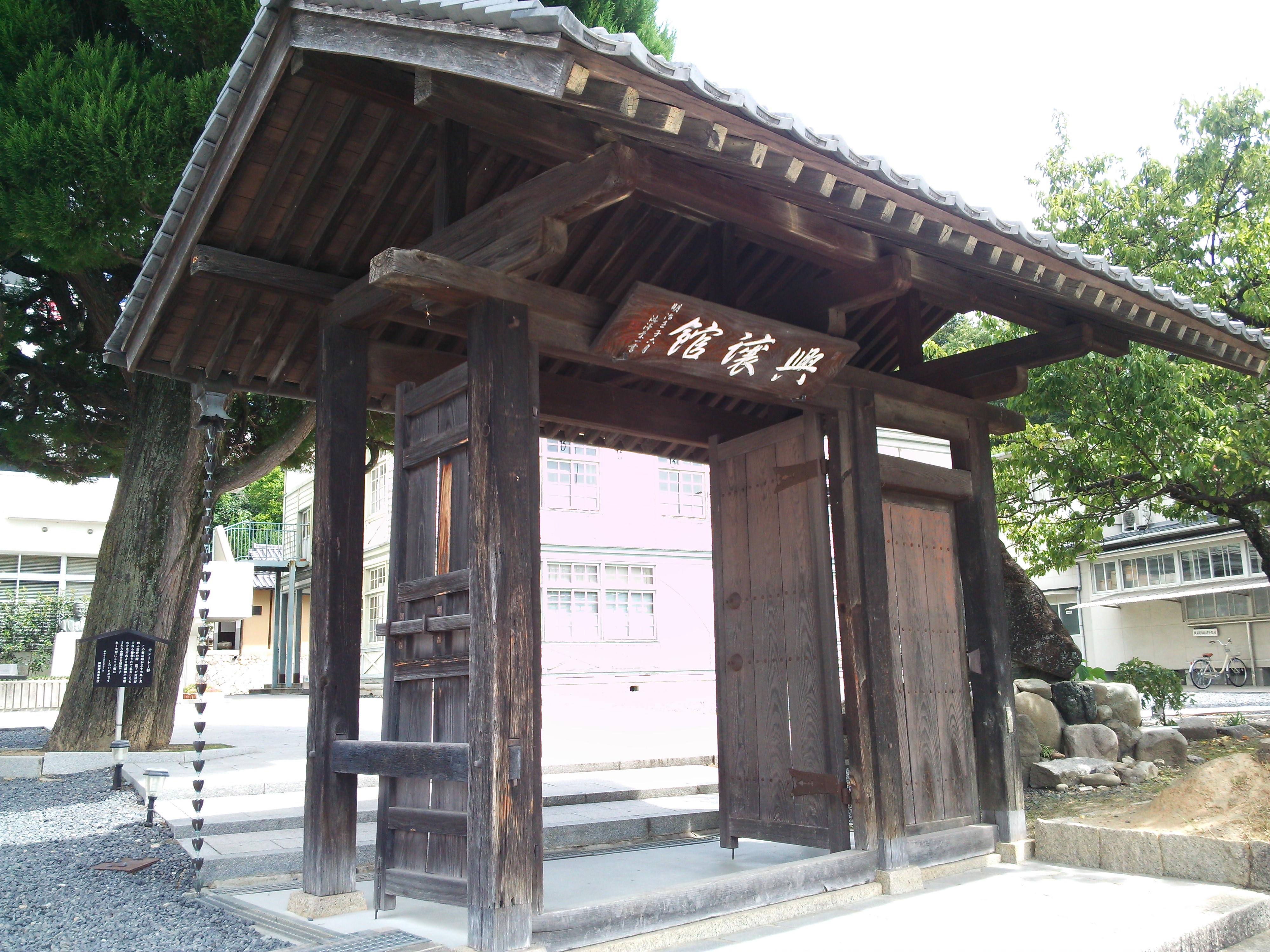
1857年（安政4年）に建設された興譲館の校門（岡山県指定史跡）。扁額には「明治壬子六月　澁澤栄一書」とある

- 1853年（嘉永6年）- 岡山興譲館として開校。初代館長は阪谷朗廬。
- 1900年（明治33年）- 漢学・数学2学科併設の私立学校となる。
- 1908年（明治41年）4月 - 中学校令により興譲館中学校開校[2]
- 1936年（昭和11年）4月1日- 興譲館商業学校が開校[3]。
- 1944年（昭和19年）- 工業学校を併設。
- 1948年（昭和23年）- 学制改革により興譲館中学校及び興譲館高等学校(普通・商業・工業)を設立。
- 1964年（昭和39年）- 電気科設置。
- 2000年（平成12年）- 学科改編。普通科、情報ビジネス科、情報技術科の3学科となる。
- 2004年（平成16年）- 普通科スーパー進学コース設置。
- 2006年（平成18年）- 全普通科に改編。
- 2013年（平成25年）-160周年記念式典挙行。
  - 3月11日 - 井原市東江原町に野球練習場が完成[4]。
  - 3月21日 - 男子寮「小松安弘記念教育寮」が竣工。エフピコ会長の小松安弘が建設費を寄付、敷地は化繊ノズル製作所が無償提供。これにより運動部以外の生徒の入寮が可能となる[5]。
  - 5月11日 - 野球練習場の落成式および記念試合を行う[6]。
- 2014年（平成26年）- 広域通信制過程設置。この年の新入生から、国公立特別進学コース、特別進学コース、地域産業コース、文化・スポーツコースに改編。
  - 12月12日 - 来春から笠岡市飛島の廃校となった笠岡市立飛島小学校・中学校を活用し、通信制課程を始めることが報じられる[7][8]。
- 2015年（平成27年） - トータル進学コース設置。
  - 1月15日 - 井原市井原町にあった特定医療法人天敬会井原中央病院（2014年末に自主廃業）の土地建物が本校に寄付されることとなり、譲渡契約を結ぶ[9][10]。
- 2020年（令和2年） - 岡山キャンパス設置。
- 2023年（令和5年） - 総合進学コース、キャリアデザインコース、スポーツコース新設。
  - 11月2日- 170周年記念式典挙行。

## 著名な出身者
- 美澤進 - 横浜商法学校（Y校）初代校長
- 藤井勝志 - 政治家
- 山成喬六 - 官僚・実業家
- 藤浦洸 - 作詞家・詩人
- 蔵内数太 - 社会学者
- 新谷仁美 - 女子陸上競技（中距離走・長距離走・マラソン）選手[11]
- 重友梨佐 - 女子陸上競技（長距離走・マラソン）選手[11]
- 小原怜 - 女子陸上競技（中距離走・長距離走・マラソン）選手
- 高島由香 - 女子陸上競技（長距離走）選手[11]
- 内田修 - ワイン醸造家

## 著名な教職員・関係者
- 山﨑慶一 - 硬式野球部監督

## 著作物
- 『興譲館・長距離ランナー走りのつくりかた　安定した走りを生みだす、補強運動と動きづくり』（指導・解説 : 森政芳寿(興譲館高校陸上部監督)、実技 : 興譲館高校女子陸上部、ジャパンライム、2010年12月、DVD）

## アクセス
- 井原鉄道井原線井原駅より徒歩20分。自動車5分。